# Teiichi Matsumaru
Teiichi Matsumaru (松丸 貞一, Matsumaru Teiichi, né le 28 février 1909 à Tokyo au Japon) est un footballeur japonais.